# Pluie de sang

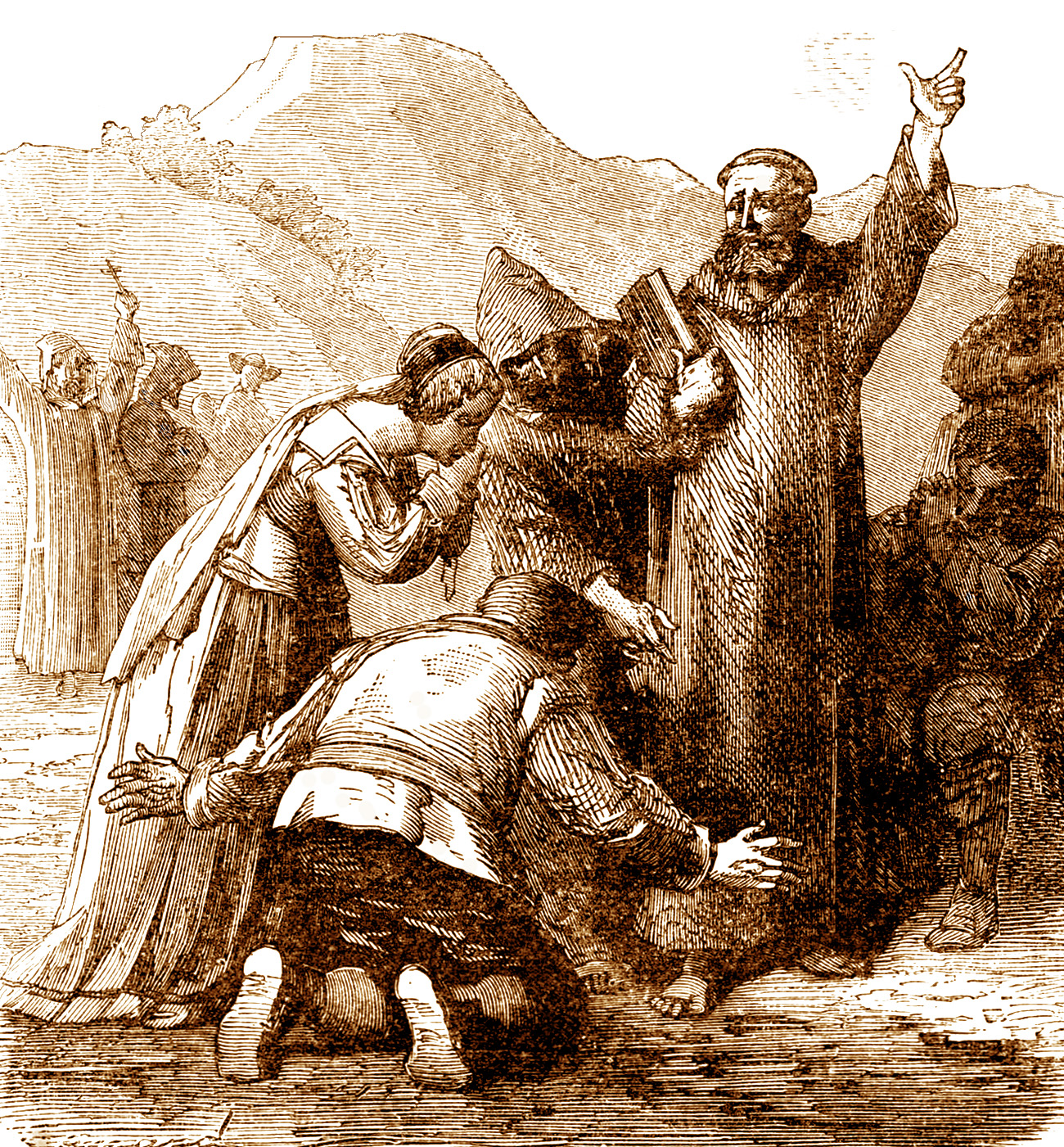
Pluie de sang en Provence en juillet 1608.

Des pluies de sang sont évoquées dès l'Antiquité, ainsi qu'au Moyen Âge, souvent considérées comme présage ou punitions. Il semble s'agir d'un ou plusieurs phénomènes météorologiques dont les explications sont encore débattues.

## Histoire

### Témoignages antiques et médiévaux
On trouve témoignage de pluies de sang, accompagnées ou non de chutes d'animaux (poissons et des grenouilles, et plus rarement d'oiseaux) ou de grêles, cailloux ou autres objets.
Au Ier siècle, Pline l'Ancien rapporte des pluies de chair, de sang, et d'autres matières animales comme de la laine.
Au Moyen Âge, en 582, Grégoire de Tours rapporte :
« On eut, dans le mois de janvier, des pluies, des éclairs et de violents tonnerres ; on vit des fleurs sur les arbres. Il apparut dans le ciel une étoile à laquelle j’ai donné plus haut le nom de comète (livre IV). Le ciel, tout autour, était profondément obscur, en sorte que, placée comme dans un creux, elle reluisait au milieu des ténèbres, scintillait, et étalait sa chevelure : il en partait un rayon d’une grandeur merveilleuse, qui paraissait au loin comme la fumée d’un grand incendie ; on la vit à l’occident, à la première heure de la nuit. On vit aussi dans la ville de Soissons, le saint jour de Pâques, le ciel ardent, comme s’il eût été embrasé de deux incendies : il y en avait un plus grand, et l’autre moindre. Au bout de deux heures, ils se réunirent, et, après avoir formé comme une grande flamme, ils disparurent. Dans le territoire de Paris, il tomba des nuages une pluie de sang véritable : beaucoup de gens la reçurent en leurs vêtements, et elle les souilla de telles taches qu’ils s’en dépouillèrent avec horreur. Le même prodige se manifesta en trois endroits du territoire de cette cité. Dans celui de Senlis, un homme, en se levant le matin, trouva l’intérieur de sa maison arrosé de sang.». Grégoire voit là un présage, puisque  toujours selon lui ; « Il y eut cette année une grande mortalité parmi le peuple : diverses maladies très dangereuses, et accompagnées de pustules et d’ampoules, causèrent la mort d’une grande quantité de gens ; beaucoup cependant y échappèrent à force de soins. Nous apprîmes que cette année la peste s’était cruellement fait sentir dans la ville de Narbonne, en telle sorte qu’il n’y avait aucun répit pour celui qui en était saisi ».
Grégoire de Tours décrit également le phénomène suivant :

« Dans une autre ville proche de la cité de Vannes, il y avait un grand étang rempli de poissons, dont l’eau, à la profondeur d’une brasse, se changea en sang. Pendant plusieurs jours il se rassembla autour de cet étang une multitude innombrable de chiens et d’oiseaux qui buvaient ce sang, et le soir s’en retournaient rassasiés. »

On peut imaginer – sans en être certain – que la pluie de sang décrite par le même auteur puisse avoir pour origine une efflorescence algale, associé au passage d'une tornade.

### Témoignages de l'époque moderne

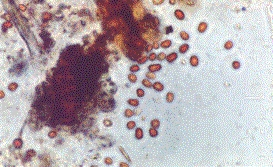
Photomicrographie de particules contenues dans des échantillons de pluie.

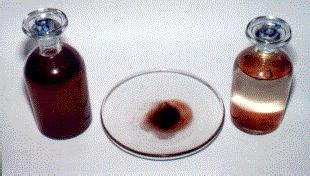
Échantillon de pluie rouge (gauche) et après la sédimentation des particules (droite). Sédiments séchés (centre).

Début juillet 1608, les faubourgs d'Aix-en-Provence furent recouverts d'une pluie de sang. Certains crurent y voir l'œuvre du diable. Nicolas-Claude Fabri de Peiresc fit des relevés de cette pluie en recueillant quelques gouttes sur la muraille du cimetière de la cathédrale. Il découvrit que c'étaient des taches laissées par des papillons,.
La nuit du 17 au 18 octobre 1846, il tombe dans des départements du sud-est de la France (Ardèche, Drôme, Isère…) une pluie qui laisse un dépôt rouge. Certains l'appellent « pluie de sang » et y voient un avertissement du ciel.
En 1968, les journaux brésiliens évoquent une pluie de chair et de sang s'abattant sur une aire relativement large (1 km²)

## Hypothèses explicatives du phénomène

### Explications archaïques
Les explications mythiques, prodiges ou punition divine, ou présage sont les explications fréquemment avancées dans les textes anciens.

### Explications scientifiques

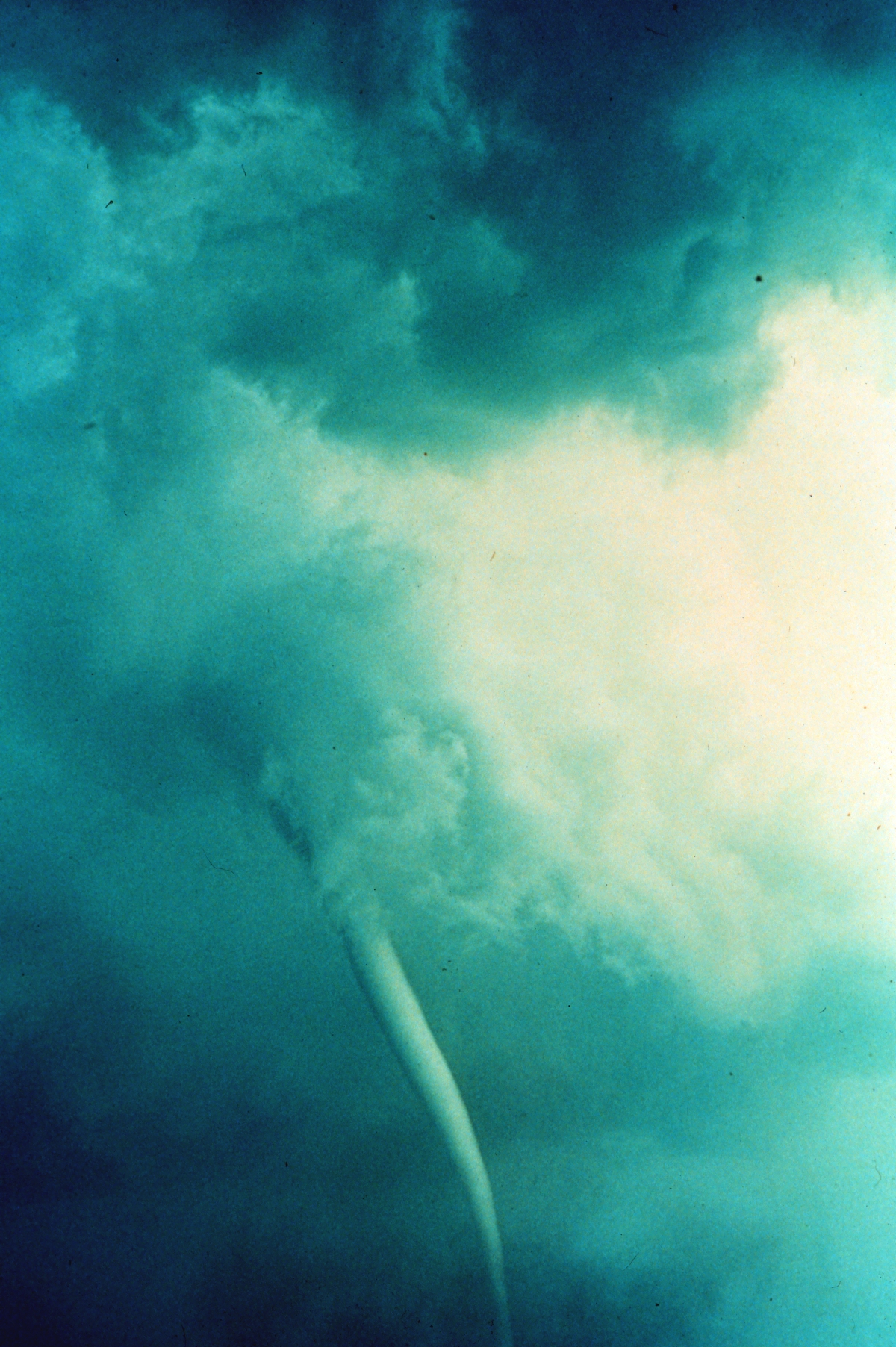
Une tornade peut capturer des animaux et les emmener au loin avant de les laisser tomber.

Plusieurs phénomènes pourraient exister, pour lesquels de nombreuses hypothèses ont été avancées, parmi lesquelles :
- La couleur rouge serait le sang d'animaux déchiquetés lors de leur transport dans les airs.
- Des pluies peuvent avoir été fortement chargées de sable fin, poussières, oxydes de fer leur donnant une couleur rouge.
- Des algues rouges microscopiques pourraient s'être développées dans des nuages assez chargés en nutriments, dont nitrates (qu'on trouve effectivement parfois en quantité significative dans les pluies).
- Des trombes marines passant au-dessus de salines ou lacs salés riches en algues rouges pourraient provoquer des retombées de pluies rouges.
- Certains lépidoptères, tel que le Vulcain, produisent lors de l'émergence de leur chrysalide, un méconium liquide et rougeâtre ressemblant à du sang[7]. Lorsque les métamorphoses sont nombreuses et soudaines, il est alors possible d'assister à une pluie rouge[8],[9],[10].
- De très nombreuses hypothèses ont été avancées pour expliquer cette couleur : grains de sable ou algues microscopiques emportés à haute altitude puis disséminés sur la région, cellules sanguines provenant d'organismes terrestres non identifiés, explosion de météorites abritant des microbes extraterrestres, comme en témoignent les scientifiques ayant étudié la pluie rouge au Kerala de 2001 en Inde.

## Dans la culture
- Un des morceaux les plus célèbres du groupe Slayer, Raining Blood, fait référence à une pluie de sang.